# Принцесса Аврора
«Принцесса Аврора» (фр. Aurore) — фильм-сказка с элементами балета французского режиссёра Нильса Тавернье, снятый в 2006 году. Вышел в прокат в декабре 2006 года.

## Сюжет
В одном королевстве, где строго было запрещено танцевать, жила была молодая принцесса Аврора. Несмотря на запрет отца, она постоянно танцует перед младшим братом Солялем. В самом королевстве не всё благополучно. Чтобы спасти королевство от разорения, Король вынужден искать для своей дочери состоятельного жениха. Он устраивает три бала и представляет заморским принцам Аврору. Но принцесса влюбляется в красивого и романтичного художника, у которого ничего нет, кроме таланта. По приказу короля с подачи министра художника арестовывают и при попытке к бегству затравливают с собаками в мрачном ночном лесу. Тогда с помощью феи, спасенной когда-то маленькими принцем и принцессой, Аврора с помощью танца трижды перемещается в «заоблачный мир», где снова встречает своего художника, и на третий раз обратно уже не возвращается. Подросший принц сам становится художником, берёт в руки мольберт и палитру, и отправляется странствовать по миру в поисках красоты.

## В ролях
| Актёр                  | Роль            |
| ---------------------- | --------------- |
| Марго Шателье          | Аврора          |
| Франсуа Берлеан        | Король          |
| Кароль Буке            | Королева        |
| Николя Ле Риш          | Художник        |
| Моника Шометт          | Клотильда       |
| Тибо де де Монталембер | Советник короля |
| Кадер Беларби          | Принц Абдаллах  |
| Йанн Бридард           | Принц Невшателе |
| Ютака Такэи            | Принц Тханг Кай |
| Каролин Карлсон        | Танцовщица      |

## Отзывы
По словам Андрея Плахова (Коммерсантъ): «Подобных фильмов давно не было в огрубевшем и опростившемся французском кино. Больше всего „Принцесса Аврора“ напоминает о поющих и танцующих фильмах Жака Деми — не столько даже о „Шербурских зонтиках“ и „Девушках из Рошфора“, сколько об „Ослиной шкуре“, эталонной экранизации сказки Шарля Перро. <…> Сам режиссер называет свой фильм „политическим актом“, и эти слова можно оставить на совести автора, ибо „Принцесса Аврора“, в отличие от одноименного крейсера, не провозглашает революций, а всего лишь выражает устремленность к красоте».
Анастасия Белокурова (InterMedia) отмечала: «В этой картине странно все: серьезность, с которой Нильс Тавернье снимает свою историю, слишком взрослую для детей, но слишком детскую для взрослых, скрупулезно воссозданный классицизм, несвойственный нашему веку, диалоги героев, словно залетевшие в наше время из советской передачи „В гостях у сказки“. Совершенно непонятно, на какую аудиторию рассчитан этот фильм, какие чувства испытает человек после просмотра этой картины <…> Визуально картина очень красива, но красота эта подобна красоте декораций или живописных полотен, она совершенно ирреальна».